# Telmaturgus parvus
Telmaturgus parvus är en tvåvingeart som först beskrevs av Van Duzee 1924.  Telmaturgus parvus ingår i släktet Telmaturgus och familjen styltflugor. Inga underarter finns listade i Catalogue of Life.